# Виальфре
Виальфре (итал. Vialfrè, пьем. Vialfrèj) — коммуна в Италии, располагается в регионе Пьемонт, в провинции Турин.
Население составляет 229 человек (2008 г.), плотность населения составляет 57 чел./км². Занимает площадь 4 км². Почтовый индекс — 10090. Телефонный код — 0125.
Покровительницей коммуны почитается Пресвятая Богородица, празднование 7 октября.

## Демография
Динамика населения:

## Администрация коммуны
- Официальный сайт: http://www.comune.vialfre.to.it/